# Monument voor John Cockerill (Brussel)

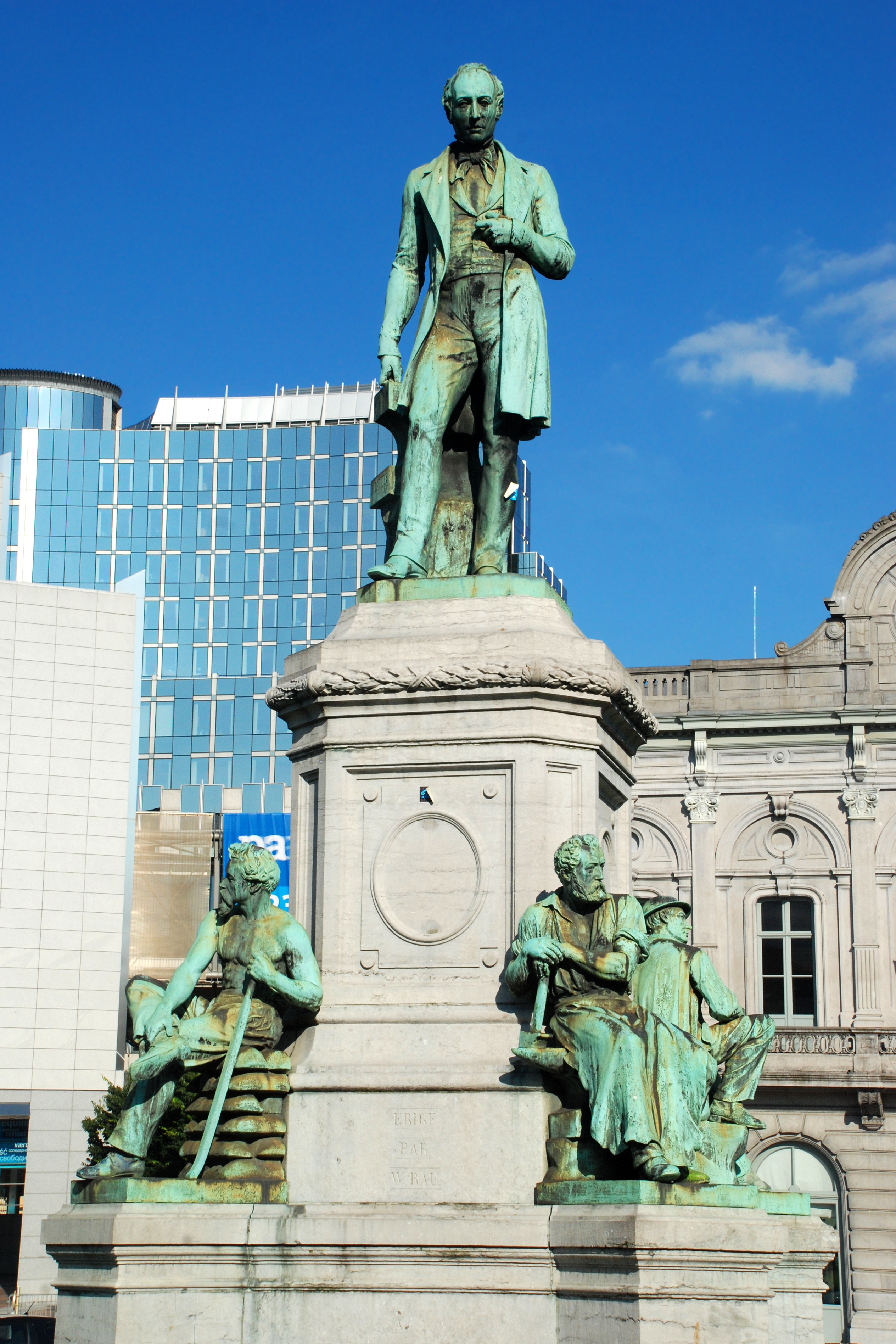
Het monument in 2012

Het Monument voor John Cockerill is een beeldengroep op het Luxemburgplein in de Brusselse gemeente Elsene. Het eert sinds 1872 de industrieel John Cockerill en is ontworpen door beeldhouwer Armand Cattier en architect Van Mierlo. Het werk, getuigend van een zeker paternalistisch kapitalisme, toont de eerste realistische arbeiderssculpturen in België.

## Geschiedenis
De Brits-Belgische industrieel Cockerill stierf in 1840 te Warschau en het duurde tot 1867 voor zijn stoffelijke resten werden overgebracht naar Seraing, waar zijn hoogovens en andere fabrieken stonden. Het volgende jaar werd een wedstrijd georganiseerd voor een monument op de Place Communale. Het winnende ontwerp van beeldhouwer Armand Cattier werd in 1871 ingehuldigd en de assen van Cockerill werden in 1947 overgebracht naar de graftombe aan de voet ervan.

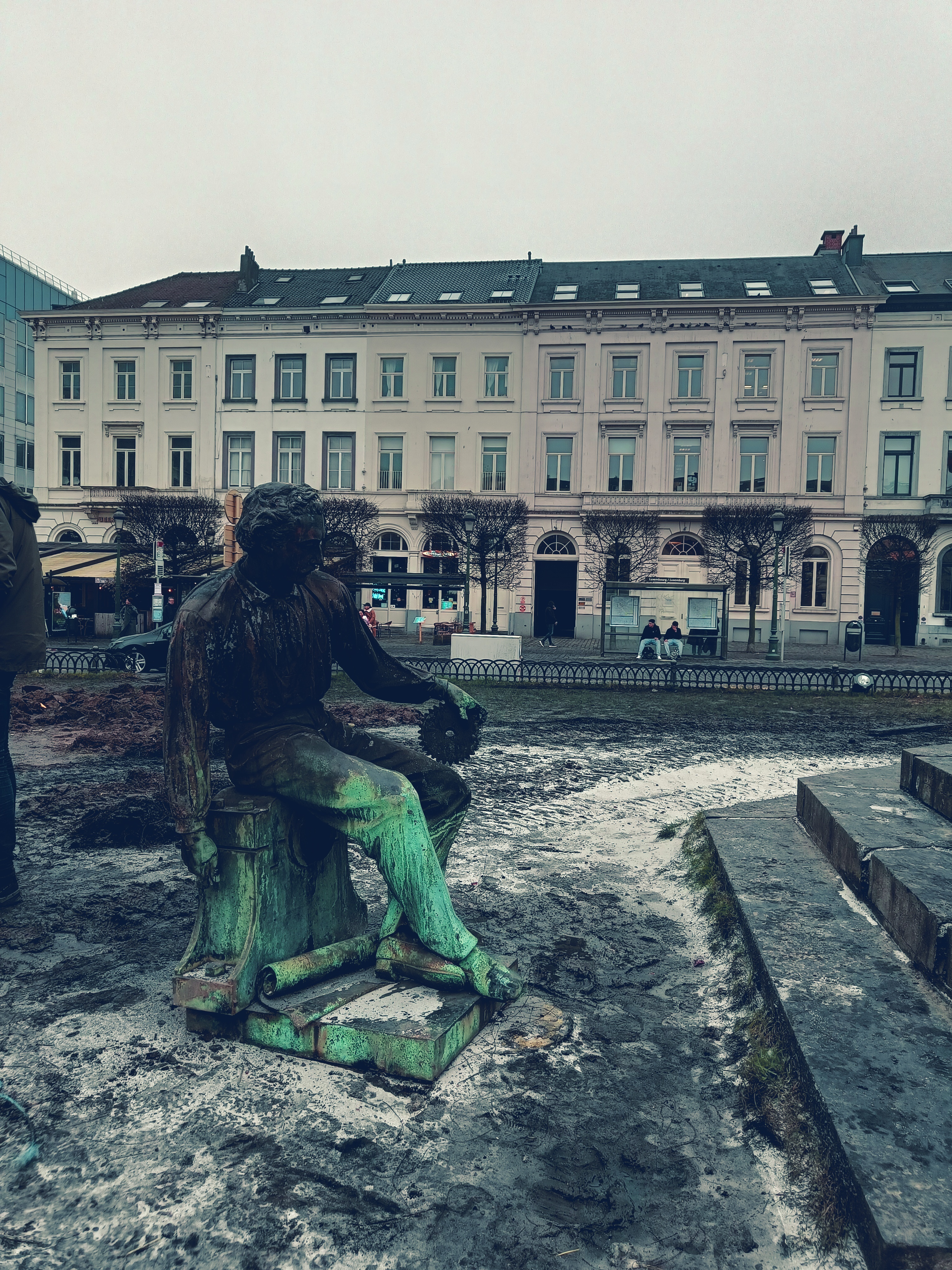
Beschadigde Beaufort in 2024

Ondertussen was in 1872 een repliek van het monument geplaatst op het plein voor het Station Brussel-Luxemburg. Deze repliek, volledig in brons en met andere poses, werd gefinancierd door Cockerills medewerker Willem Rau. De locatie herinnert aan het feit dat de eerste Belgische spoorwegen en treinen uit de fabrieken van Cockerill kwamen.
Op 1 februari 2024 werd het beeld van de mecanicien Beaufort tijdens een boerenbetoging omvergetrokken en achtergelaten tussen brandende palletten.

## Beschrijving
De beeldengroep van Cattier toont Cockerill in een meditatieve houding. Hij brengt zijn rechterhand niet aan de kin zoals in Seraing, maar laat hem rusten op het aambeeld achter zich. Cockerill wordt omringd door vier zittende figuren (in Seraing staand en uit gietijzer). Ze stellen arbeiders van Cockerill voor: de smid Lognoul, de mecanicien Beaufort, de puddelaar Lejeune en de mijnwerker Jacquemin. In de lege medaillons waren aanvankelijk bronzen beeltenissen van Cockerills naaste medewerkers aangebracht, onder wie de ingenieur Hubert Brialmont. Hun namen zijn ook gegraveerd op de sokkel: H.L. Alexander, P. Wéry, H. Brialmont, W. Rau, G. Pastor, M. Poncelet en H. Memminger. De andere inscripties verwijzen naar de oprichter (W. Rau), de herdachte waarden (Intelligence - Travail), de geboorte- en sterfdatum van Cockerill (1790-1840) en zijn vaderlijkheid (le père des ouvriers).

Monument voor John Cockerill
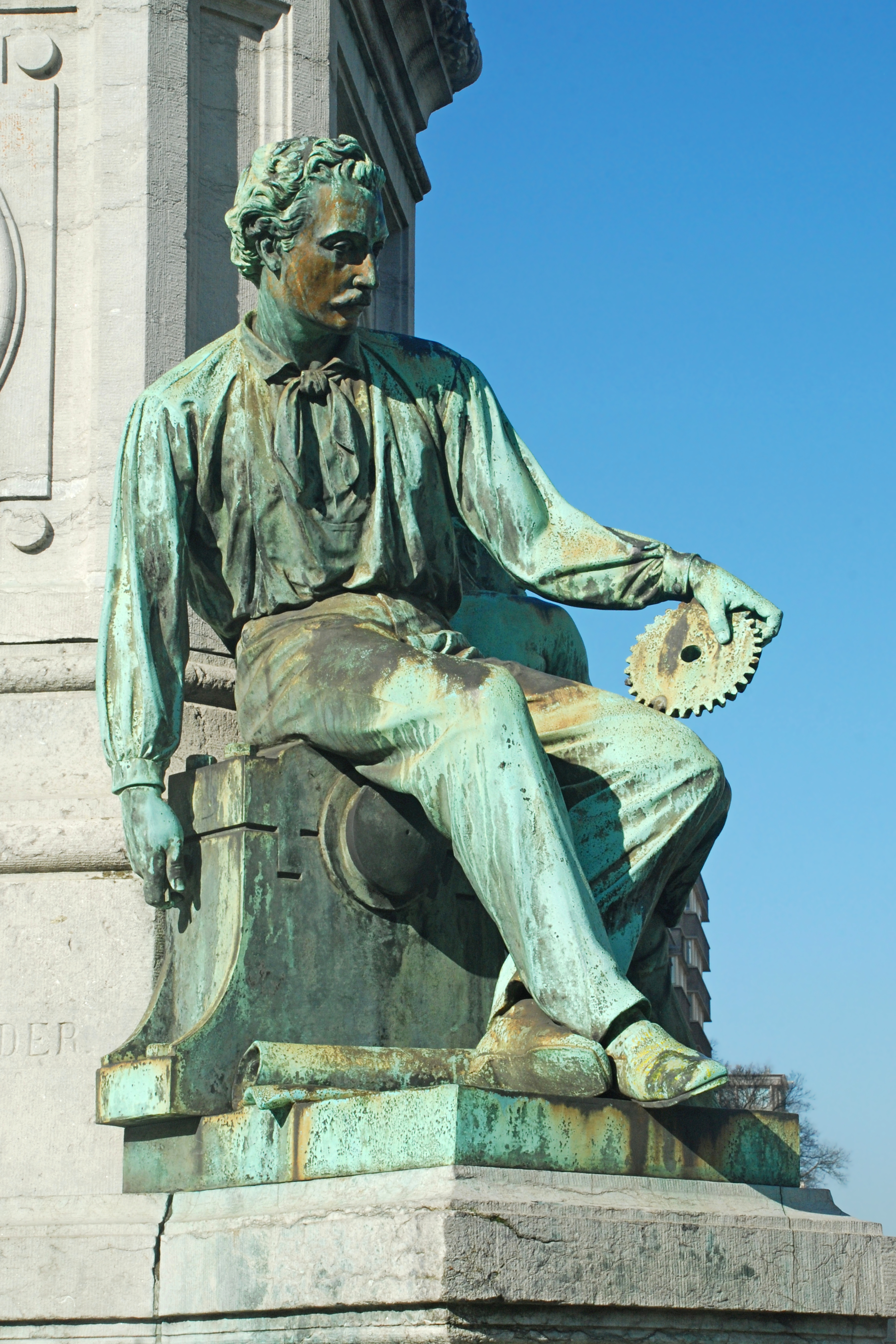
Mecanicien Beaufort
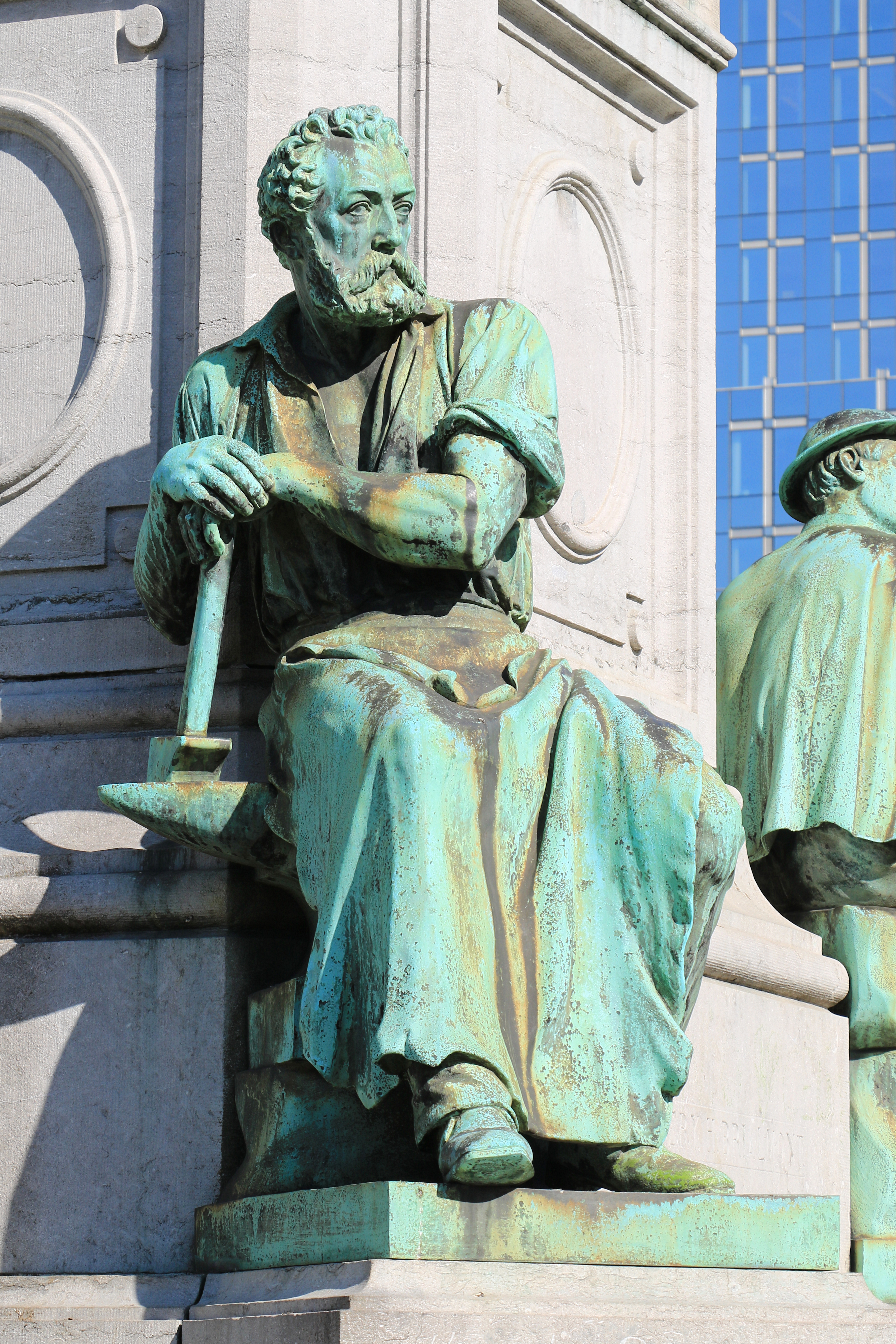
Smid Lognoul
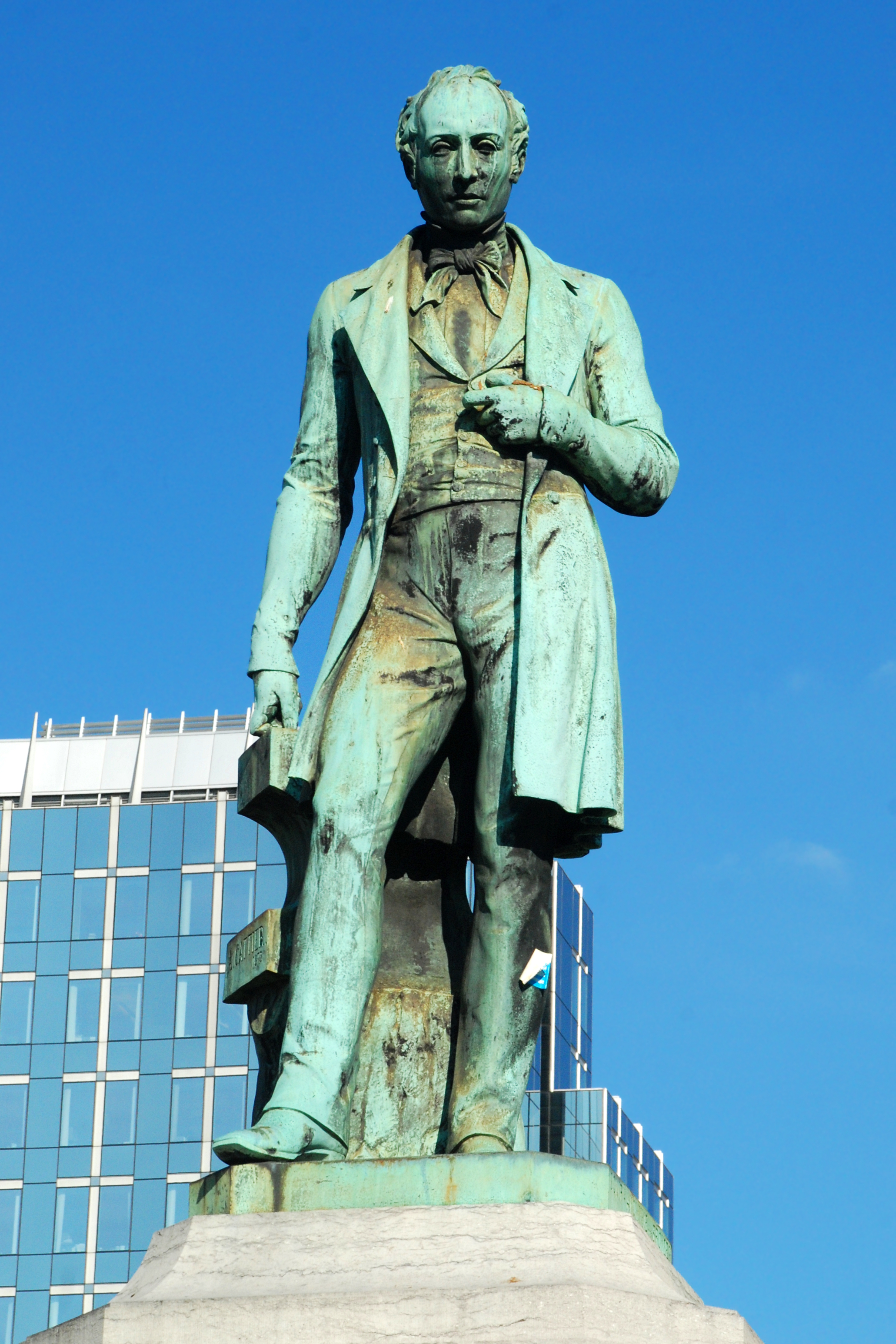
John Cockerill
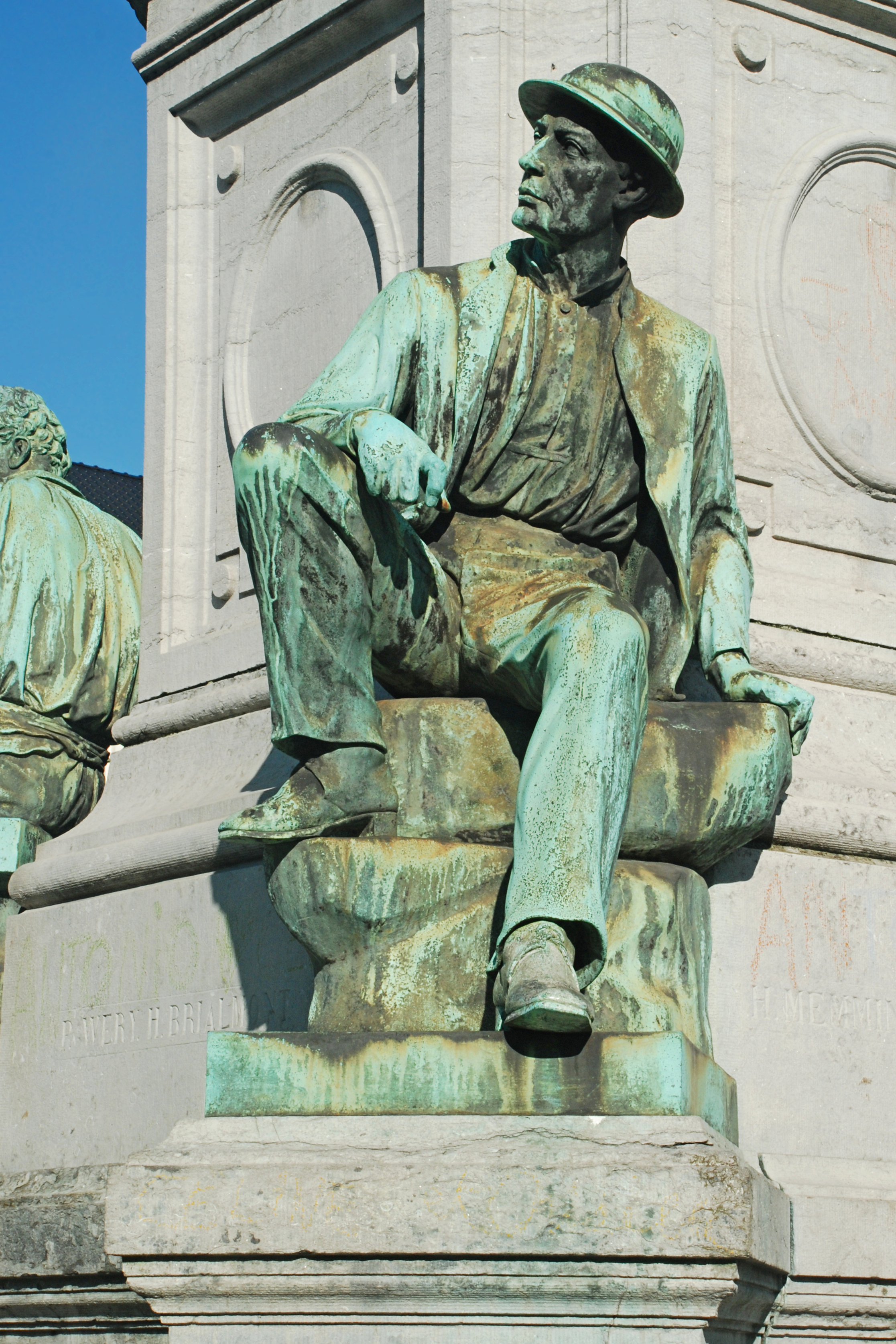
Mijnwerker Jacquemin
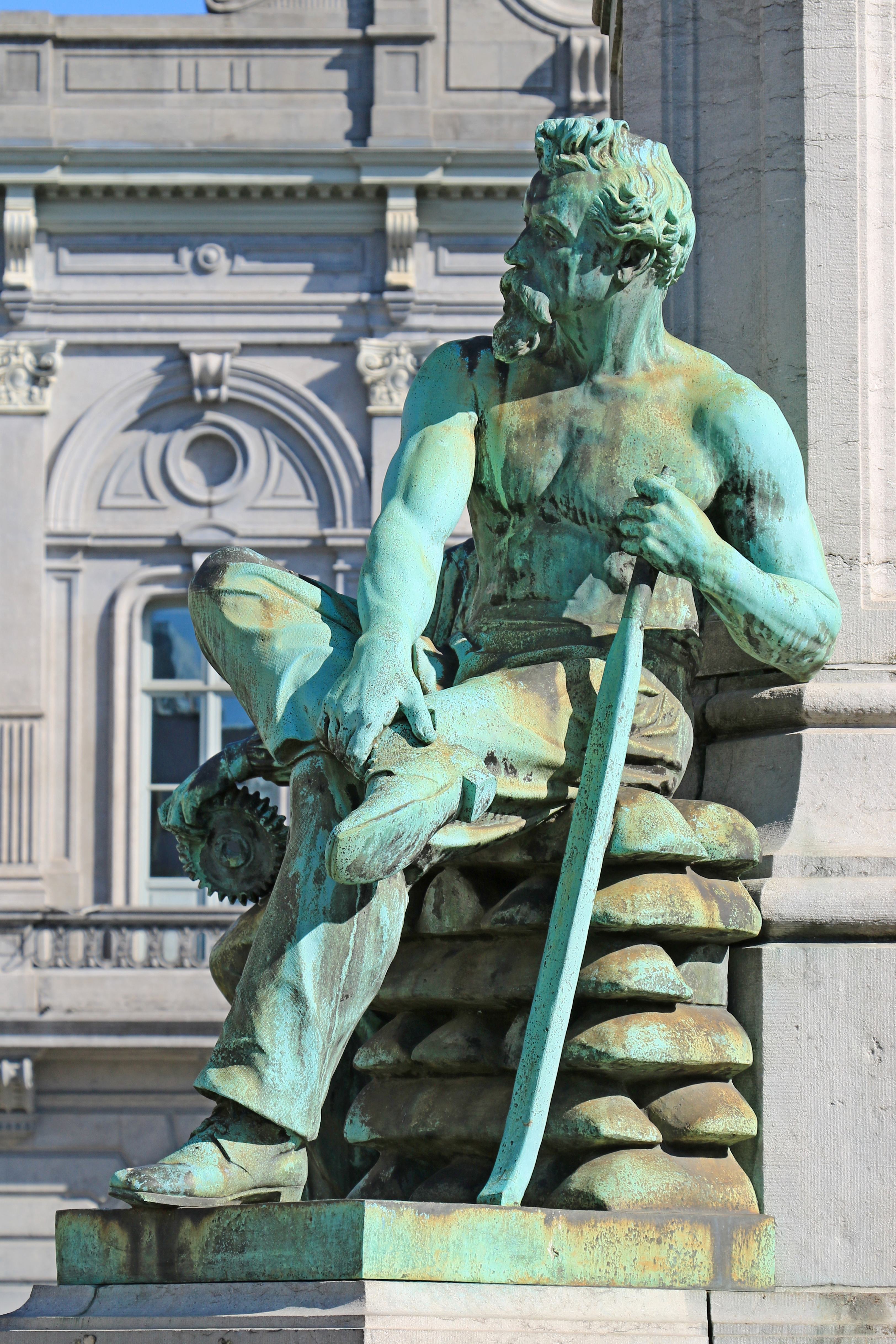
Puddelaar Lejeune